# 新薩維齊克 (大米海利夫卡區)
46°59′3″N 29°45′53″E / 46.98417°N 29.76472°E
新薩維茨凱（烏克蘭語：Новосавицьке）是位於烏克蘭西南部的村莊，由敖德萨州羅茲季利納區的大普洛斯凱市鎮負責管轄。該村始建於1815年，面積1.56平方公里，海拔高度75米，2001年人口616，人口密度每平方公里394.87人。